# Мария Хукли
Мария Йоану Хукли (на гръцки: Μαρία Ιωάννου Χούκλη) е гръцка журналистка, писателка и телевизионна водеща. Хукли работи като водеща на основни новинарски емисии в различни телевизии в Гърция, последно в Антена ТВ 1. Преди това е главна редакторка на централната новинарска емисия на Елиники Радиофония Тилеораси 2 на Гръцката национална телевизия.

## Биография
Родена е на 19 юли 1961 година в македонския град Сяр, Гърция. Завършва Солунския университет „Аристотел“ и работи две години като адвокат. В 1987 година започва своята журналистическа кариера в националната Елиники Радиофония Тилеораси 3. След това работи в частни телевизионни канали, но в 2000 година се завръща в националната телевизия. Става водеща на литературно предаване, озаглавено За място в бибиотеката (Για μια θέση στο ράφι) и на предаване, посветено на правилната употреба на гръцкия език, озаглавено Говорите ли гръцки? (Ομιλείτε Ελληνικά;). В 2007 година е водеща на политически дебат преди изборите в септември. В пролетта и есента на 2009 година отново е водеща на други три политически дебата. Работи и като радиоводеща. Хукли е водеща на централните новини на Елиники Радиофония Тилеораси 2 на Гръцката национална телевизия дълги години. Отличена е за журналистическата си работа си със серия награди, сред които са „Телевизионен новинарски журналист на годината“ на списание „Лайф Енд Стайл“, наградата „Боцис“ и няколко пъти с наградата на публиката за „Най-добра телевизионна водеща“ на телевизионните награди „Просопа“. В 2009 година заедно с други журналисти, известните журналисти Ставрос Теодоракис, Георгиос Камбуракис, Анастасиос Телоглу, Арис Даваракис и други, създава сайта protagon.gr.
В 2009 година взима участие в телевизионната програма „Великите гърци“, като поддръжник на Георгиос Папаниколау. В 2010 година е обявено, че Хукли е подписала договор за водеща на вечерните новинарски емисии на телевизия Антена ТВ 1 от 1 септември 2010 година. Остава в Антена ТВ 1 до януари 2017 година.

### Телевизионна кариера
- 1987 – 1991, Елиники Радиофония Тилеораси 3
- 1991 – 2000, Мега Чанъл
- 2000 – 2010, Елиники Радиофония Тилеораси 2
- 2010 - 2017, Антена ТВ 1

### Книги
Мария Хукли е авторка на книгите:
- Ευρωπαϊκή Ένωση και δημόσια υγεία, εκδ. Mediforce, Αθήνα 2007, 320 σελ., ISBN 978-960-88099-8-7
- Καλησπέρα σας, κύριε Σεφέρη, εκδ. «Ποταμός», Αθήνα 2016, 72 σελ., ISBN 978-960-545-069-4